# Hoosick
Hoosick es un pueblo ubicado en el condado de Rensselaer en el estado estadounidense de Nueva York. En el año 2000 tenía una población de 6,759 habitantes y una densidad poblacional de 41 personas por km².

## Geografía
Hoosick se encuentra ubicado en las coordenadas 42°54′8″N 73°21′18″O / 42.90222, -73.35500.

## Demografía
Según la Oficina del Censo en 2000 los ingresos medios por hogar en la localidad eran de $41,304, y los ingresos medios por familia eran $46,442. Los hombres tenían unos ingresos medios de $35,899 frente a los $24,211 para las mujeres. La renta per cápita para la localidad era de $20,614. Alrededor del 6.7% de la población estaban por debajo del umbral de pobreza.